# الميدان (بعدان)

تعديل مصدري - تعديل

الميدان محلة تابعة لقرية بلاح، التابعة لعزلة جرانة بمديرية بعدان إحدى مديريات محافظة إب في الجمهورية اليمنية، بلغ تعداد سكانها 142 حسب تعداد اليمن لعام 2004.